# Zero Wing
Zero Wing (ゼロウィング?, Zero Wingu) è un videogioco arcade di tipo sparatutto a scorrimento orizzontale sviluppato nel 1989 da Toaplan. Prodotto dalla stessa azienda giapponese, il videogioco è stato convertito per Sega Mega Drive e PC Engine.
La versione europea distribuita dalla Sega è diventata celebre negli anni 2000 in seguito ad un fenomeno di Internet che evidenziava la scarsa qualità della traduzione inglese del videogioco, in particolare per la nota frase All your base are belong to us.
Zero Wing è stato inizialmente avviato come un progetto per formare i nuovi assunti in Toaplan, ma in seguito hanno collaborato al gioco anche gli sviluppatori di Truxton e Hellfire.

## Trama
Ambientato nel 2101, gli eventi di Zero Wing seguono la firma di un trattato di pace tra le Nazioni Unite e CATS, un cyborg alieno dalle fattezze umanoidi. Tuttavia CATS rompe il patto e assume il controllo delle colonie spaziali giapponesi. Il protagonista guida la navicella spaziale ZIG, riuscita a scappare dalla nave madre distrutta da CATS, con lo scopo di sconfiggere le forze armate nemiche e liberare la Terra.

## Modalità di gioco
Zero Wing è simile a Hellfire, altro sparatutto prodotto da Toaplan, da cui ha tratto il motore. La conversione per Mega Drive contiene una scena introduttiva, assente nella versione arcade. 
Lo scontro finale è con CATS, che pilota l'astronave da combattimento Gerberra. Nella versione arcade e nella conversione PC-Engine egli viene sconfitto ma riesce a fuggire prima che Gerberra esploda, mentre nella conversione Mega Drive il cyborg alieno rimane ucciso.